# Apátfalva
Apátfalva (hongrois : Apátfalva [ˈɒpaːtfɒlvɒ] ; croate : Patfalva, Patvalva ou Patfalvin) est une localité hongroise située dans le comitat de Csongrád-Csanád.

## Nom et attributs

### Toponymie
Le nom d'Apátfalva proviendrait probablement de son ancien propriétaire, l'abbé du monastère de Csanád. La première mention écrite connue du village remonte à 1334, sous le nom de Pothfalua, également appelé Pátfalva. À cette époque, la localité possédait déjà une église. 

## Site et localisation

### Topographie et hydrographie
Située à 10 kilomètres au sud-est de Makó, Apátfalva se trouve à proximité immédiate de la frontière hongro-roumaine, sur la rive droite du Maros, en bordure du parc national Körös–Maros. À l'est, elle est entièrement intégrée à la localité voisine de Magyarcsanád. Ses autres communes limitrophes sont Királyhegyes au nord, Cenad (en Roumanie) au sud, et Makó à l'ouest et au nord-ouest.

## Histoire
Le 23 mai 1514, lors de la révolte paysanne menée par György Dózsa, l'avant-garde de ses troupes subit une défaite à Apátfalva face aux forces du comte István Báthori, ispán de Temes, et de l'évêque Miklós Csáky de Csanád.
En 1552, après la prise de Temesvár par le pacha Ahmet, le village fut complètement détruit. Les recensements fiscaux de 1555 et 1561 le désignent comme une zone inhabitée (puszta). Pendant plus de cent ans, Apátfalva resta désert. En 1647, lors d'un inventaire des biens de l'évêché de Csanád, la localité est encore mentionnée comme une terre inhabitée.
En décembre 1649, György II Rákóczi céda les terres d'Apátfalva au cavalier Ábrahám Fejér de Borosjenő. À partir de cette époque, des colons catholiques hongrois commencèrent à s'y installer, et ils payaient déjà un impôt de huit thalers annuels à Tamás Pálffy, évêque de Csanád. Le village prit alors le nom de Kis-Apátfalva, appellation qui fut utilisée officiellement jusqu'à la fin du XVIIe siècle.
En 1654, lorsque le comte Pálffy, puis en 1660 l'évêque Macripodari, obtinrent des lettres de protection royale pour leurs possessions, la localité fut systématiquement mentionnée sous ce nom. Cependant, en 1686, lors des ravages qui suivirent la bataille de Szeged, le village fut de nouveau dévasté par les troupes tatares de Devlet Giray, alors en retraite. Seules 8 à 10 familles y résidaient encore.
Jusqu'en 1751, Apátfalva faisait partie de la frontière militaire serbe, avant d'être rattachée, par décret royal, à l'administration des domaines des comitats de Maros et d'Arad. L'administration domaniale entreprit activement de repeupler la localité, qui bénéficiait d'un vaste territoire. Entre 1752 et 1756, de nombreux colons hongrois issus des villages environnants s'installèrent à Apátfalva.
En 1762, la localité se sépara complètement de Csanád, une autre ville sous administration domaniale, et intégra les terres de Tárnok-puszta, la moitié de Szecső-puszta, la moitié de Belez-puszta, ainsi que plusieurs îles sur le Maros. Cinq ans plus tard, en 1767, le village comptait 128 fermiers hongrois propriétaires, ainsi que 47 journaliers, soit un total de 964 habitants avec leurs familles. C'est à cette époque qu'Apátfalva redevint une paroisse indépendante et que fut construite son église actuelle.
Le recensement urbain de 1774 dénombrait déjà 146 fermiers propriétaires et 60 journaliers. N'ayant pas accès au roseau pour couvrir leurs maisons, les habitants utilisaient principalement de la paille ou des mottes de gazon (zsombék), tandis que l'auberge domaniale, bâtie en briques, était couverte de chaume.
La population du village continua d'augmenter. En 1820, pour se protéger des crues de la Maros, un remblai de dix pieds de haut fut érigé après qu'une inondation eut détruit une rue entière, ne laissant que huit maisons debout. En 1831, une épidémie de choléra causa 137 décès, suivie d'autres vagues épidémiques dans les décennies suivantes. L'orgue à dix registres de l'église fut construit en 1855 par János Kováts fils, facteur d'orgues de Szeged. En 1890, Apátfalva comptait 5 158 habitants répartis dans 1 017 maisons.
Au printemps 1919, pendant l'occupation du Tiszántúl par l'armée roumaine, des réquisitions furent ordonnées, s'étendant bien au-delà de l'approvisionnement des troupes. Tous les véhicules, machines agricoles et outils de production furent saisis. Le 21 juin 1919, les autorités roumaines annoncèrent la confiscation des troupeaux, menaçant la subsistance des habitants. En réaction, la population refusa et certains habitants se réfugièrent dans les fermes isolées.
Le 22 juin 1919, environ 200 hommes se réunirent pour organiser une résistance. Armés de quelques fusils, mais surtout de pelles, faux et bâtons, ils attaquèrent les troupes roumaines stationnées dans le village. Après avoir pris le contrôle de la gare, ils repoussèrent les forces d'occupation. L'affrontement fit deux morts du côté hongrois, et trois soldats roumains furent lynchés.
Redoutant une contre-attaque, certains habitants fuirent vers Királyhegyes et la rive sud de la Maros, sous contrôle serbe. Le lendemain, la résistance fut écrasée par les troupes roumaines venues de Békéscsaba, qui organisèrent une répression sanglante. Pendant deux jours, 32 personnes furent tuées sur place, portant le bilan total à 39 victimes. 86 habitants furent emprisonnés, dont certains ne furent libérés qu'en 1924.
En 1950, Apátfalva fut brièvement fusionnée avec Magyarcsanád sous le nom de Csanád, mais retrouva son indépendance en 1954.
Apátfalva conserve jusqu'à aujourd'hui un riche patrimoine ethnographique, notamment à travers ses traditions et son tourisme. Une exposition permanente d'histoire locale est visible à l'École forestière.
Avant la réforme administrative de 1950, la localité appartenait au district central du comitat de Csanád.
Le 11 octobre 2012, Apátfalva fut le théâtre d'un drame national connu sous le nom de l'affaire du Hummer, un accident mortel impliquant un policier, qui choqua l'ensemble du pays.

## Population

### Minorités culturelles et religieuses
En 2001, la population d'Apátfalva se déclarait à 95 % hongroise et 5 % rom.
Lors du recensement de 2011, la répartition ethnique était la suivante : 88,2 % Hongrois, 0,2 % Bulgares, 8,4 % Roms, 0,2 % Allemands et 2,2 % Roumains (11,3 % n'ont pas répondu ; en raison des identités multiples, le total peut dépasser 100 %). Concernant la répartition religieuse, 67,6 % de la population se déclaraient catholiques romains, 3,8 % réformés, 0,2 % évangéliques, 1,1 % grecs-catholiques, tandis que 8,5 % se déclaraient sans appartenance religieuse (16,9 % n'ont pas répondu).
En 2022, 91,1 % des habitants se sont déclarés hongrois, 4 % roms, 2,4 % roumains, 0,3 % allemands, 0,2 % arméniens, tandis que les Bulgare, Slovaque et Polonais représentaient chacun 0,1 % de la population. Par ailleurs, 1,7 % appartenaient à une autre nationalité étrangère non spécifiée (8,5 % n'ont pas répondu). Concernant l'appartenance religieuse, 42,4 % des habitants se déclaraient catholiques romains, 3 % réformés, 0,7 % grecs-catholiques, 0,4 % évangéliques, 0,4 % orthodoxes, 1 % autres chrétiens, 0,5 % autres catholiques, tandis que 13 % se déclaraient sans confession (38,5 % n'ont pas répondu).

## Équipements

### Réseaux extra-urbains
La principale voie d'accès à Apátfalva est la route nationale 43, qui traverse son centre d'est en ouest et constitue un axe majeur du trafic international entre Szeged, Makó et la frontière. Au nord de la localité passe également l'autoroute M43, qui dispose d'un échangeur à la jonction avec la route 4425, traversant la commune du nord au sud. Le territoire administratif de la localité est également traversé par la route 4434, reliant Gyula à Makó.
Apátfalva est desservie par le chemin de fer hongrois (MÁV) via la ligne 121 reliant Békéscsaba à Újszeged via Kétegyháza et Mezőhegyes. La localité possède une gare située au nord du centre du village, entre les arrêts de Magyarcsanád et Makó. L'accès routier à la gare est assuré par la route secondaire 44 322, qui se détache de la route 43.
Enfin, Apátfalva est également accessible par des lignes de car reliant les villes environnantes.

## Patrimoine local
L'église catholique Saint-Michel, construite en 1757, fut reconstruite en 1937 dans un style néo-Renaissance, lui conférant son apparence actuelle.
La chapelle Langó fut édifiée à la transition des XIXe et XXe siècles par une riche famille locale. Elle constitue un témoignage du patrimoine religieux et de la piété des habitants d'Apátfalva.
Le village abrite également un monument aux morts de la Première Guerre mondiale, érigé en hommage aux soldats tombés au combat.
Parmi les statues notables figurent celle de saint Jean Népomucène, vénéré comme protecteur contre les inondations et les dangers de l'eau, ainsi que la statue de György Dózsa, située devant l'école primaire, rappelant la figure emblématique de la révolte paysanne de 1514.

## Personnalités liées à la localité
Apátfalva a vu naître ou accueillir plusieurs figures notables dans divers domaines.
Dans le monde des arts et du spectacle, Zoltán Benkóczy et István Gyürki se sont distingués comme acteurs, contribuant au rayonnement culturel de la région.
Le sport a également mis en lumière plusieurs natifs d'Apátfalva. István Herczeg, gymnaste de haut niveau, a remporté une médaille d'argent aux Jeux olympiques, tout en étant propriétaire terrien. Le village a aussi donné naissance à des athlètes d'endurance comme István Sipos, coureur de fond, et József Sütő, marathonien ayant représenté la Hongrie aux Jeux olympiques.
Dans le domaine scientifique et académique, János Madarassy s'est distingué en tant qu'astronome, tandis que Dezső Sümeghy a marqué le domaine des archives et de la préservation historique.
La localité a également accueilli plusieurs figures religieuses importantes. Parmi elles, Károly Cselkó, curé jusqu'en 1837, et János Dualszky, qui exerça entre 1843 et 1844. Soma Benőfy, vicaire forain au tournant du XXe siècle, et József Babik, vicaire auxiliaire autour de 1899, ont également laissé leur empreinte sur la vie religieuse locale.